# Kobsa

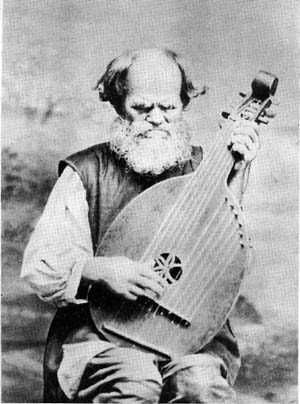
Kobsar Ostap Weressai, zweite Hälfte des 19. Jahrhunderts.

Kobsa (ukrainisch кобза), auch kobza, ist eine gezupfte Schalenhalslaute, die in der Volksmusik der Ukraine gespielt wird. Aus dem 16. bis 18. Jahrhundert sind zwei Lautentypen mit jeweils sechs Darmsaiten bekannt, von denen eine der rumänischen Knickhalslaute cobză ähnelte und die andere zu den Langhalslauten gehörte. Im Lauf der Zeit erhielt die kobsa weitere kurze Saiten an einer Seite der Decke, die nur leer gezupft werden und entwickelte sich zum größeren, asymmetrischen Saiteninstrument bandura mit einer Saitenebene, die wie bei einer Kastenzither über die Decke verläuft. Die Bezeichnungen kobsa und bandura wurden im 19. Jahrhundert zeitweilig synonym verwendet. Der ältere Lautentyp kobsa verschwand Anfang des 20. Jahrhunderts zugunsten der heute populären bandura, wurde aber in den 1970er Jahren in unterschiedlichen Varianten wiedereingeführt.
Die kobsa war das Instrument des Kobsar, eines meist blinden Barden, der christliche Lieder (psalmy, Singular psalma) und dumky (Singular dumka) genannte epische Heldenlieder der Kosaken vortrug. Der berühmteste Kobsar im 19. Jahrhundert, als die Tradition der Barden ihren Höhepunkt erreicht hatte, war Ostap Weressai.

## Etymologie
Die Etymologie der beiden Instrumentenbezeichnungen kobsa und bandura verweist in entgegengesetzte Richtungen: nach Asien und nach Europa. Dies hängt mit den historischen Beziehungen des Landes zusammen und gehört zu der Frage, ob die besondere Bauweise der Instrumente mit seitlichen Zithersaiten einen östlichen oder westlichen Ursprung hat. Das ukrainische und russische Wort kobsa, das im Rumänischen in der Schreibweise cobză vorkommt, ist mit Ungarisch koboz verbunden, von dem ferner Alttschechisch kobos, kobes und Altpolnisch kobosa abgeleitet sind. Kobos und kobes waren vermutlich Bezeichnungen für Lauteninstrumente, etwa im Wörterbuch Bohemarius major des tschechischen Schriftstellers Klaret von 1369, in der Boskowitzer Bibel aus Olomouc von 1417, in der Handschrift des Chronisten Oldřich Kříž von Telč aus der Mitte des 15. Jahrhunderts und in der Pernštejn-Bibel von 1471. In mehreren tschechischen Quellen aus dem 16. Jahrhundert kommt das Wort kobza vor, das offenbar ein Instrument der Volksmusik bezeichnete. Bei Šimon Lomnický z Budče heißt es in „Kupidos Geschoss“ (1590): „Jungvolk...mit Laute, Kobza, Zither treibt sich nachts herum...“ und Jan Ámos Komenský erklärt das Instrument 1694 so: „Kobza – die Fiedel (Geige) aus Sayten und Wirbeln, mit denen die Sayten gespannt werden.“ Unter kobza wurden also im 15./16. Jahrhundert zumindest eine Zupflaute und ein Streichinstrument verstanden. Eine Zeichnung aus der ersten Hälfte des 18. Jahrhunderts belegt den Namen kobza für eine Kastenzither in Böhmen, die dort vermutlich bereits im 17. Jahrhundert existierte. Bis ins 19. Jahrhundert konnten mit kobza in einzelnen Regionen noch andere Volksmusikinstrumente gemeint gewesen sein, etwa Drehleier, Reibtrommel und Sackpfeife. Eine rumänische Quelle von 1725 erzählt von „Jungs, die mit einem Mädchen auf dem Rücken im Pruth schwammen und cobuz spielten.“ Mit Rumänisch cobuz ist hier entsprechend Polnisch kobza oder – in der Aussprache übereinstimmend koza – „Ziege“ und „Sackpfeife“ gemeint. Die Sackpfeife koza kommt bis heute im südpolnischen Bergland vor.
Das Wortumfeld in den slawischen Sprachen geht auf Alttürkisch qopuz, „Laute“, zurück. In den meisten Turksprachen haben die von qopuz abgeleiteten Formen die Bedeutung „Saiteninstrument“, so etwa komuz für eine kirgisische Langhalslaute, agach kumuz für eine dagestanische Laute und kobys für eine in Zentralasien mit dem Bogen gestrichene Schalenhalslaute. Üblicherweise werden die zentralasiatischen Lauten gestrichen und die namensverwandten slawischen gezupft. Der Name ist auch auf asiatische Maultrommeln übergegangen, die qopuz, chomus, kumys, kobus und ähnlich genannt werden. Bei den sibirischen Jakuten kann chomus überdies „Blasinstrument“ bedeuten.
Das turksprachige, aus vorislamischer Zeit stammende Wort qopuz ist ins Persische und Arabische übergegangen und findet sich als Bezeichnung der jemenitischen Kurzhalslaute qanbus. Das Instrument und der Name gelangten von Südarabien mit muslimischen Händlern nach Indonesien, wo die Laute gambus in der islamischen Musik gespielt wird, und von dort an die ostafrikanische Küste (gabbus auf Sansibar). Der türkisch-arabische Instrumentenname qopuz scheint im frühen Mittelalter nach Europa gekommen zu sein und – wie die arabische rabāb zur rebec wurde – ein europäisches Lauteninstrument bezeichnet zu haben. In Heinrich von Neustadts religiöser Verserzählung Von Gottes Zukunft, die Anfang des 14. Jahrhunderts entstand, werden in Versen folgende Saiteninstrumente genannt: „Psalterien und welsche fioln / Die kobus mit der luten / Damburen mit den bucken...“ Das Wort kobus, das Curt Sachs (1930) auf eine Mandora bezieht, war Curt Sachs (1940) zufolge vermutlich als koboz aus dem Byzantinischen Reich über Ungarn nach Westeuropa gelangt, da in einer um 800 verfassten griechischen Abhandlung über Alchimie ein Saiteninstrument namens kobuz oder pandurion mit drei bis fünf Saiten und sieben Bünden erwähnt wird.
Das mittelhochdeutsche damburen geht wie Arabisch-Persisch tanbūr auf Altgriechisch pandura zurück, das wiederum mit dem noch älteren pandur in der sumerischen Sprache verbunden ist. Bandura im Ukrainischen kam wahrscheinlich über das Polnische aus süd- und westeuropäischen Sprachen, in denen etliche namensverwandte Lauteninstrumente vorkommen: Deutsch Mandora, Pandora, Englisch bandore, Spanisch bandurria; die Sprachverwandtschaft reicht bis in den Kaukasus zu panduri und pondur und nach Südasien (dambura, tanpura).

## Herkunft

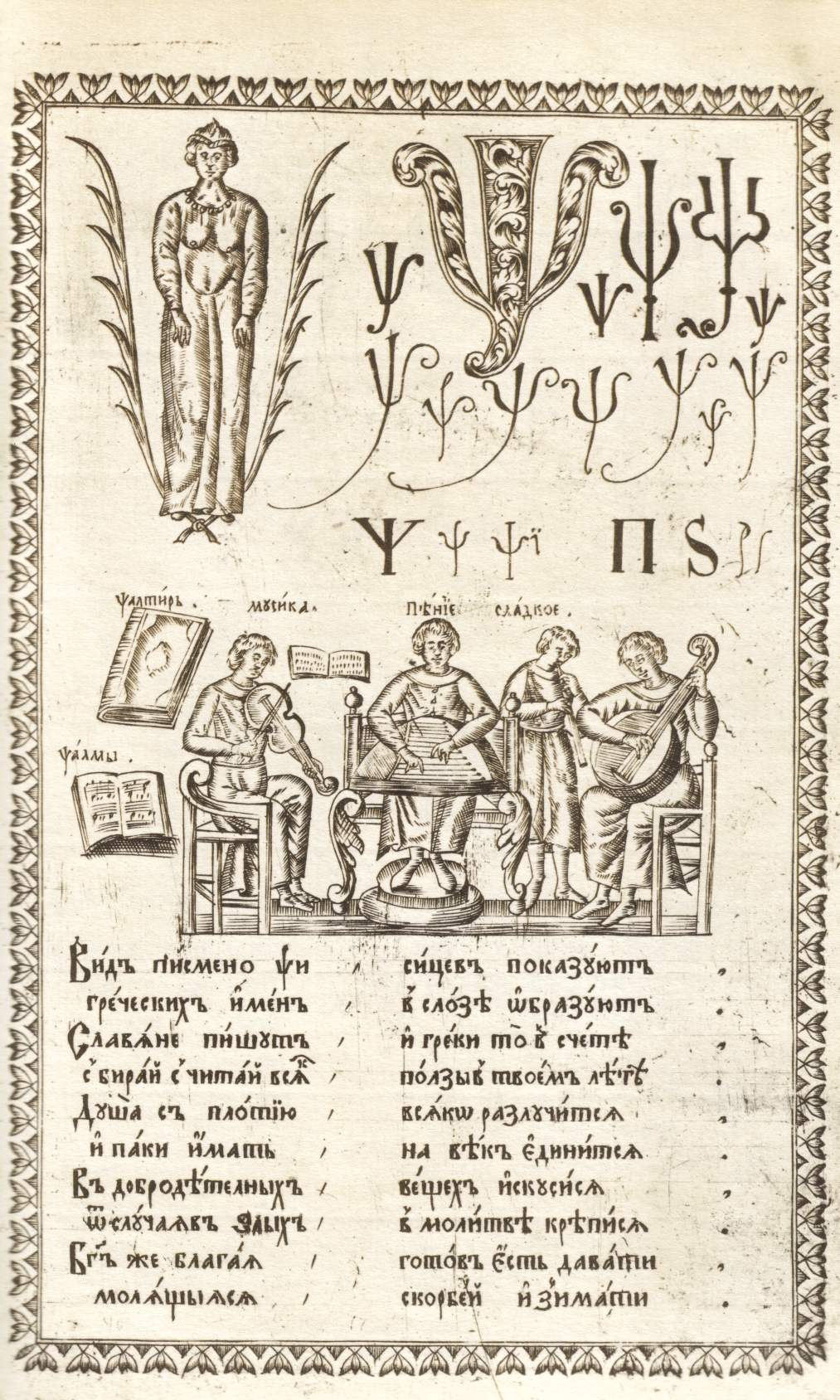
Musikergruppe mit Violine, gusli, Flöte und Laute. Alphabetbuch Bukwar von Karion Istomin. Moskau, 1694.

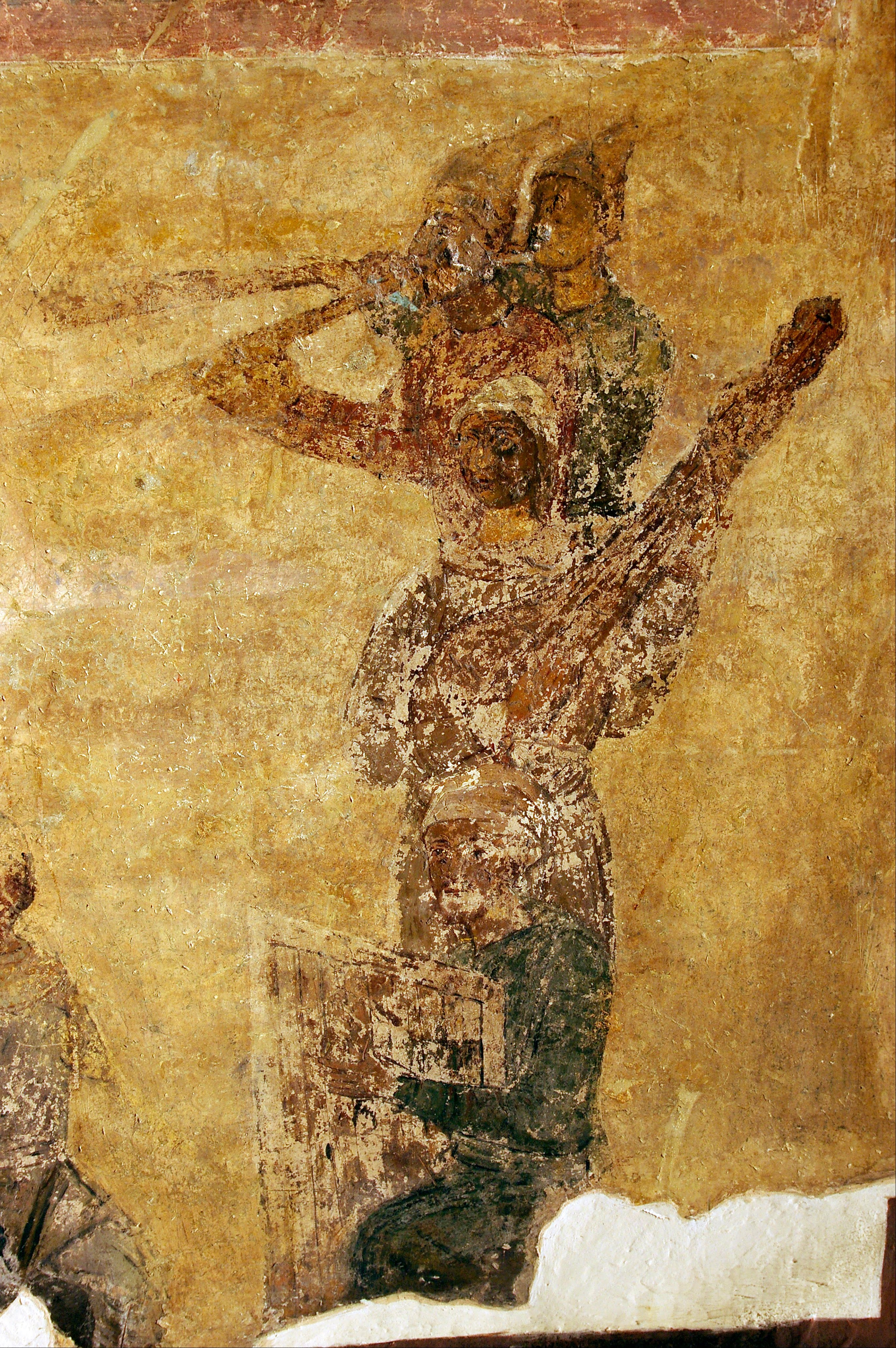
Lautenspieler. Ausschnitt aus einem Wandbild mit Musikern und Akrobaten in der Sophienkathedrale in Kiew, 11. Jahrhundert.

Aus dem 8. Jahrhundert v. Chr. sind elamitischen Tonfiguren aus Iran erhalten, auf denen in Umrissen die ältesten bekannten Kurzhalslauten ohne separaten Hals zu sehen sind. Sie gelten als Vorläufer für die frühe Form des barbat, der in der Sassanidenzeit gemäß einer Abbildung aus dem 3. Jahrhundert eine vermutlich dreisaitige Laute mit birnenförmigem Korpus war. Mit der islamischen Expansion ab dem 7. Jahrhundert verbreiteten sich der birnenförmige Typ und andere Kurzhalslauten mit Namen wie mizhar und ʿūd im arabischen Raum. Der birnenförmige Lautentyp mit kurzem Hals, der sich deutlich von den auf Persisch tanbur genannten Langhalslauten unterscheidet, kam im 8. und 9. Jahrhundert auch in Choresmien (Zentralasien) vor und ist in einem byzantinischen Manuskript aus dem 13. Jahrhundert abgebildet: Im Codex Hagios Stavros 42, worin die im 11. Jahrhundert verbreitete Legende von Barlaam und Josaphat enthalten ist, findet sich auf fol. 164v die Miniatur des „von Frauen geliebten“, indischen Prinzen Josaphat, wie er eine Laute spielt. Die mäßig gut erhaltene Darstellung zeigt eine birnenförmige Laute mit mutmaßlich drei Saiten. Im 13. Jahrhundert taucht die über al-Andalus nach Europa eingeführte Kurzhalslaute auf vielen spanischen Illustrationen auf und der christliche spanische Dichter Juan Ruiz nennt das Instrument im 14. Jahrhundert guitara morisca („maurische Gitarre“).
Die Existenz von Saiteninstrumenten im frühen Mittelalter bei den Slawen ist durch literarische Quellen belegt. Der frühbyzantinische Geschichtsschreiber Theophylaktos Simokates berichtet Anfang des 7. Jahrhunderts von drei slawischen Gefangenen, die im Jahr 591 aus dem Baltikum nach Thrakien verschleppt wurden und „kitharas“ mit sich führten, womit er das schlanke baltische Psalterium gusle gemeint haben dürfte. Einem arabischen Reisebericht aus dem 10. Jahrhundert zufolge gab es bei den Ostslawen eine achtsaitige Laute (ʿūd) und eine andere Laute (tanbur). Ibn Fadlān, der Verfasser des langen Reiseberichts, beschreibt die Begräbniszeremonie einer Handelskarawane der Rus im Gebiet der unteren Wolga, wobei nicht zuverlässig erkennbar ist, welcher Nationalität die Gruppe war und um welche Art von Saiteninstrument es sich handelte.
Die älteste erhaltene Abbildung und auch der früheste eindeutige Nachweis einer Laute auf dem Gebiet der Ukraine, die als Vorläufer der kobsa vorstellbar ist, findet sich auf einem Wandbild in der Sophienkathedrale in Kiew aus dem 11. Jahrhundert, auf dem Musiker und Akrobaten außerdem Querflöte (vgl. die ukrainische Längsflöte sopilka), Trompete oder Schalmei, Psalterium und Zymbal spielen. Die Laute, von der nur die Umrisse ungefähr zu erkennen sind, ist wie die byzantinische Stavros-Laute und die zentralasiatische komuz birnenförmig und besitzt einen langen Hals. Ihre Form entspricht der im 17. Jahrhundert abgebildeten ukrainischen kobsa. Zur Herkunft der Bildmotive lässt sich nur sagen, dass die Wandmalereien und Mosaiken in der Kathedrale nach byzantinischen Vorbildern angefertigt wurden.

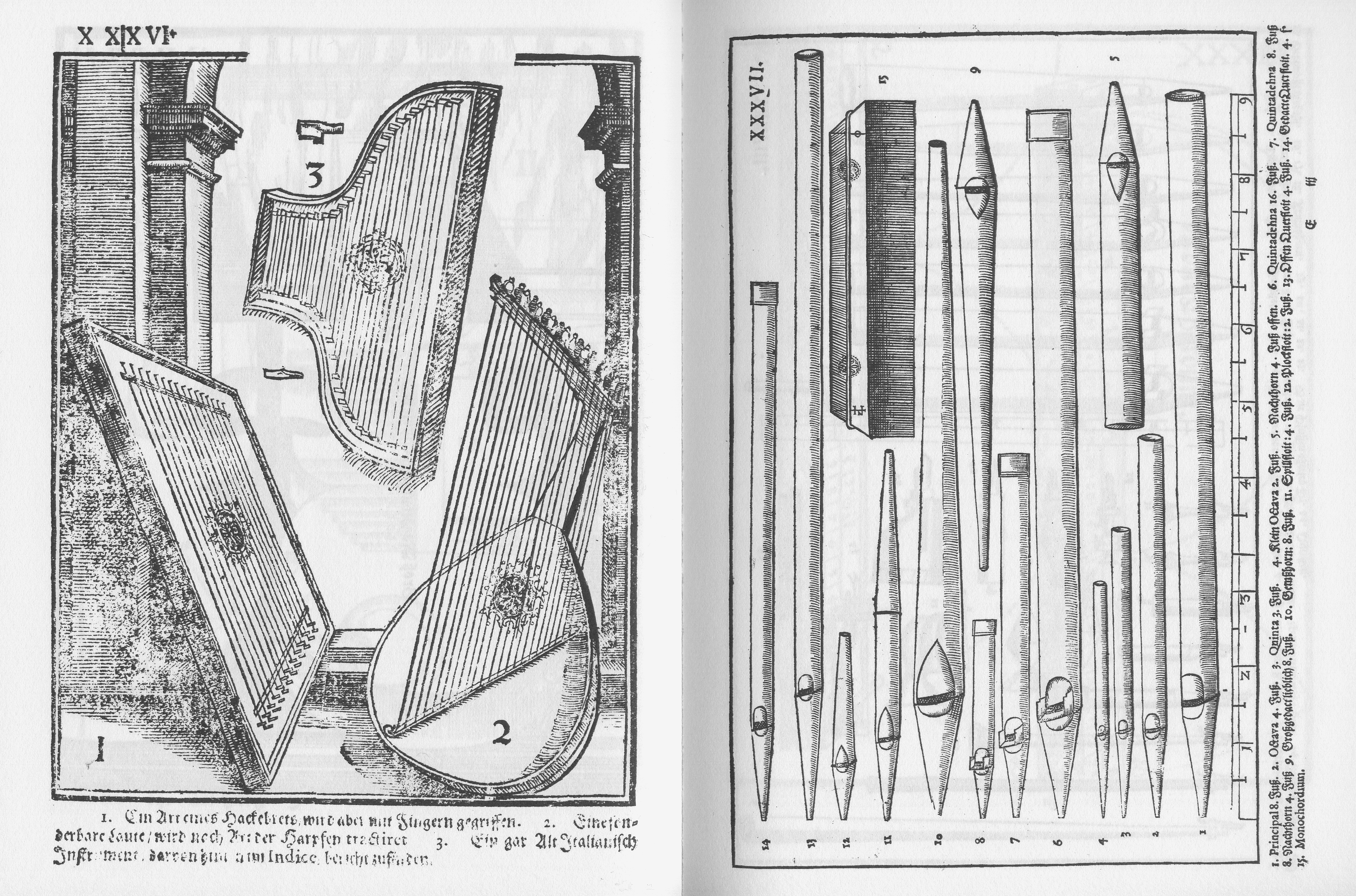
Michael Praetorius: Syntagma musicum, Band 2, 1619, Tafel XXXVI, Nr. 2 zeigt ein merkwürdiges Instrument mit Lautenkorpus und Harfensaiten, das „nach Art der Harpfen tractiret“ werden sollte. Möglicherweise der Ausgangspunkt für die ukrainische torban und damit die seitlichen Saiten der kobsa.

Der russische Dichter Karion Istomin (1640er Jahre – um 1718) verfasste 1694 in Moskau ein Bukwar, ein Alphabet-Übungsbuch, worin auf einer Seite Musiker abgebildet sind, die eine Violine, eine helmförmige Kastenzither (gusli), eine Längsflöte und eine Laute mit kreisrundem Korpus spielen. Die Illustration ist nur für das in Moskau verwendete Instrumentarium aufschlussreich, das Aussehen ukrainischer Lauten zu jener Zeit lässt sich daraus nicht ableiten. Dies betrifft vor allem die Frage, wann bei den ukrainischen Lauten die charakteristischen seitlichen Zithersaiten hinzugefügt wurden. Diese hoch tönenden Diskantsaiten vergrößern nicht den Tonumfang des Instruments, weil hohe Töne ebenso gut durch Verkürzen der Melodiesaiten gewonnen werden können. Dies unterscheidet sie von den Erzlauten, die durch zusätzliche Basssaiten, die zu einem zweiten Wirbelkasten am verlängerten Hals führen, ihren Tonumfang nach unten erweitern und ihre Klangfülle steigern. Die Bezeichnung arciliuto war in Italien vor 1590 in Gebrauch; für welchen Lautentyp sie galt, ist jedoch unbekannt. Die Vorsilbe arci- vor liuto („Laute“) steht für eine Art von Vergrößerung, wobei die Verlängerung des Halses gemeint gewesen sein dürfte. Eine besondere Form der Erzlaute oder Erzcister, deren Erfindung Anfang des 17. Jahrhunderts dem englischen Komponisten Daniel Farrant zugeschrieben wird, hieß auf Englisch poliphant. Das Instrument besitzt einen birnenförmigen Lautenkorpus mit einem langen Hals mit Bünden für Basssaiten, einer Gruppe hoher Zithersaiten an der rechten Seite und einem harfenartig geschwungenen Bügel an der linken Seite für eine Gruppe längerer Saiten, insgesamt rund drei Dutzend Saiten. Es gibt ein Exemplar dieser „Harfencister“ mit der Signatur des Herstellers Wendelin Tieffenbrucker, das um 1590 datiert wird. Bis zur Mitte des 17. Jahrhunderts war dieses kuriose, aber den ukrainischen Lauten am ehesten entsprechende Saiteninstrument selten geworden. Ein anderes, ebenso ungewöhnliches Saiteninstrument, das typologisch eher einer Zither entspricht und sich im Kunsthistorischen Museum in Wien befindet, wird in einem Bestandskatalog von 1596 erwähnt. Dessen Saiten werden an den unteren Enden an einzelnen Stegen fixiert, die in einer schrägen, punktförmigen Reihe auf der Decke positioniert sind. Oben werden alle bis auf drei Saiten an zwei kaum über den Korpus hinausragenden Wirbelkästen festgebunden. Die drei kürzesten Saiten führen zu kleinen Wirbeln, die daneben in der Zarge stecken. Die seitliche Saitenebene an den ukrainischen Lauten könnte um diese Zeit aus dem Westen von Vorbildern wie diesen übernommen worden sein, falls es sich nicht um eine regionale Entwicklung handelt. Nachweislich gelangte die klassische Form der Erzlaute mit langen Basssaiten nach Osteuropa, wo sie im 18. Jahrhundert in der Ukraine unter dem Namen torban (abgeleitet von „Theorbe“) allgemein bekannt wurde und dort bis heute eingesetzt wird. In Russland wurde die Erzlaute torban nur während des ersten Viertels des 19. Jahrhunderts und in Polen bis zum Ende des 19. Jahrhunderts gespielt.
Die frühere Form der kobsa ohne Zithersaiten wurde noch im 18. Jahrhundert und möglicherweise bis ins 19. Jahrhundert verwendet. In der Kosak Mamaj genannten, ukrainischen Genremalerei aus dem 18. Jahrhundert und dem Anfang des 19. Jahrhunderts sind Kosaken in unterschiedlichen Positionen abgebildet, die alle eine kobsa spielen oder eine kobsa neben sich stehen haben. Die dargestellten Lauten variieren beträchtlich in ihrer Form und Saitenzahl.
Einer von belarussischen Forschern propagierten Theorie zufolge besteht eine Verwandtschaft zwischen skandinavischen, baltischen und russischen Kastenzithern (gusli), die auf einer während der Vorherrschaft der Chasaren entstandenen Kulturbeziehung basiert, die im Süden die Ukraine mit einschloss. Der ab dem 14. Jahrhundert in Russland abgebildete, helmförmige gusli-Typ könnte nach einer Theorie des ukrainischen bandura-Spielers Heorhij Tkatschenko (1898–1993) die Vorlage für den breiten Korpus mit der seitlichen Saitenebene gebildet haben. Diese hypothetische formale Transformation hätte sich innerhalb einer ostslawischen Kulturschicht abgespielt, zu der die alte Epentradition der gusli-Barden und die epischen Heldenlieder (dumky) der bandura-Spieler gehörten. Die Wortumfelder gusli/husle und kobsa bezeichneten gleichermaßen Lauteninstrumente und Zithern. Den bautechnisch leichten Übergang zwischen beiden Instrumentengruppen veranschaulichen eine kobza genannte, böhmische Griffbrettzither, bei der vier der Saiten an Bünden verkürzt werden und deren wie bei einer Scherrzither einseitig ausgebauchter Korpus an eine bandura erinnert, und eine Mittenwalder Zither aus dem 18. Jahrhundert, die sich mit ihrem symmetrischen birnenförmigen Korpus wenig vom ältesten Lautentyp entfernt hat.
Je nach Betrachtungsschwerpunkt steht bei der kobsa die sprachlich und durch die Korpusform bestehende Verbindung zu asiatischen Lauten mit mongolisch-tatarischer Herkunft oder die Entwicklung der kurzen Seiten aus der regionalen Tradition oder als westlicher Kulturimport im Vordergrund. Zur Frage nach der Herkunft der bandura, genauer, einer bandura genannten ukrainischen Laute, wurden analoge Hypothesen aufgestellt. Der russische Komponist Alexander Sergejewitsch Faminzyn zog in seiner für die Geschichte der russischen Musikinstrumente bedeutenden Studie über „Die Domra und verwandte Musikinstrumente“ (Sankt Petersburg, 1891) die viel zitierte Schlussfolgerung: Da die älteste bekannte Erwähnung der bandura in der Ukraine aus dem Jahr 1580 stammt und ein Instrument namens bandora 1562 vom englischen Lautenbauer John Rose erfunden wurde, muss die ukrainische Laute in der Zwischenzeit von England gekommen sein. Konkret sei das Instrument von den Spaniern als banduirra und von den Italienern als pandora übernommen worden. Italienische Berufsmusiker hätten es an den Hof des polnischen Herrschers Sigismund II. (reg. 1548–1572) gebracht, von wo es in die Ukraine gebracht und dort zu einem Volksmusikinstrument geworden sei. Dem steht eine polnische Quelle entgegen, wonach es bereits 1441 einen Hof-Banduraspieler in Krakau gab, wie der polnische Musikhistoriker Adolf Chybiński (1949) erwähnt. Außerdem soll sich unter den Hofmusikern des polnischen Königs Sigismund I., der von 1507 bis 1548 regierte, ein ukrainischer Bandurist befunden haben, mit dem der König auch Schach spielte.

## Bauform

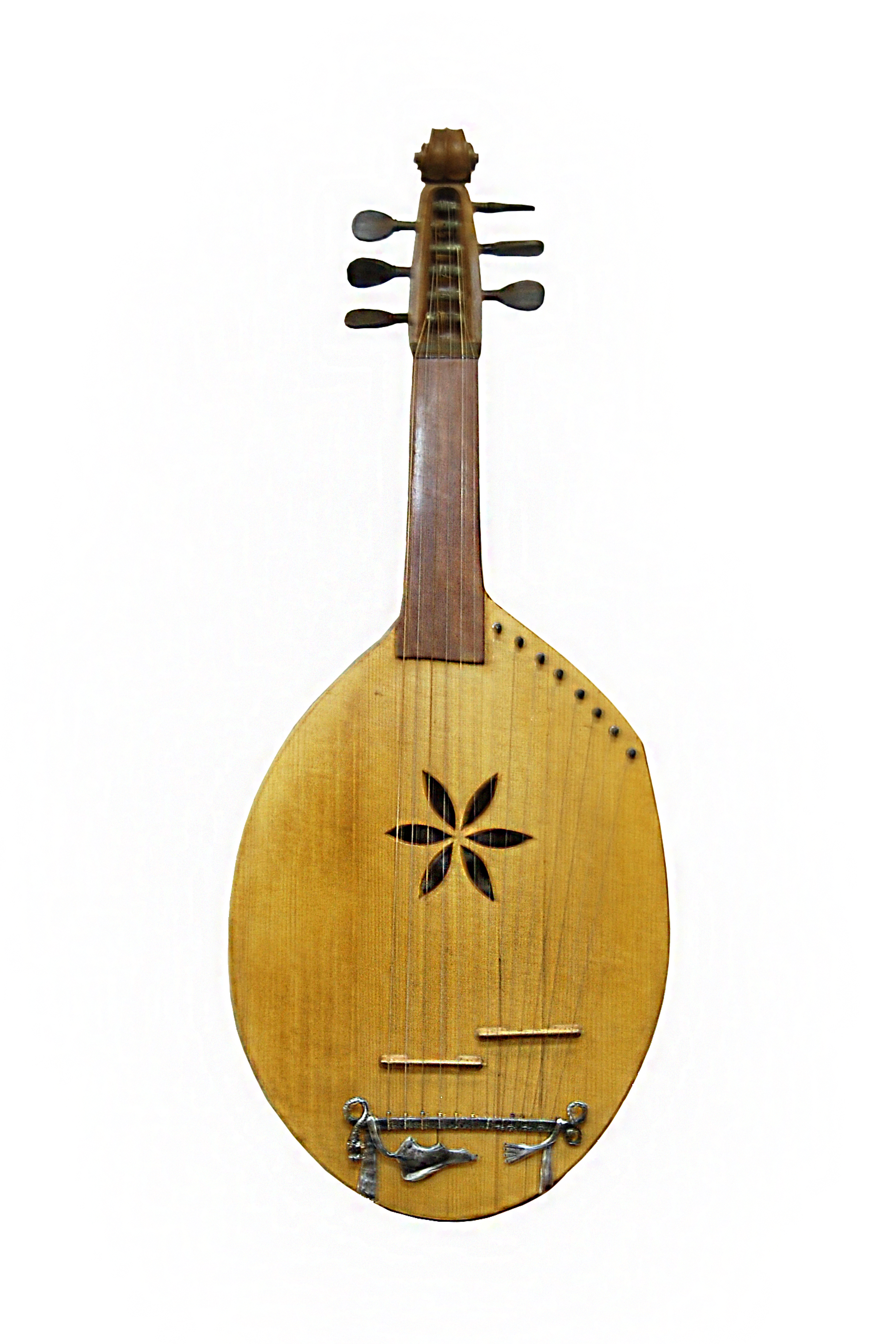
Kobsa nach altem Vorbild.

Untersuchungen zum Aussehen von kobsa und bandura in der Vergangenheit begannen Ende des 19. Jahrhunderts. Seitdem beschäftigten sich zahlreiche Musikethnologen, Volkskundler und Instrumentenbauer mit den unterschiedlichen Formen, Stimmungen, der musikalischen Verwendung und der kulturellen Bedeutung der Lautenformen. Da genaue historische Beschreibungen fehlen, lässt sich nur von Abbildungen schließen, dass es vom 16. Jahrhundert, als Lauteninstrumente in der Ukraine populär wurden, bis zum 18. Jahrhundert zwei unterschiedliche Lautentypen gab, die beide entweder einen nach zentralasiatischen Vorbildern aus einem Holzblock herausgearbeiteten, massiven Korpus oder einen wie bei der Laute aus Holzspänen verleimten Korpus besaßen. Die eine Form war wie die rumänische cobză eine Schalenhalslaute mit kurzem Hals, die andere eine Langhalslaute wie die dombra. Beide waren mit üblicherweise sechs Darmsaiten bezogen. Nachfolgend war mit kobsa oder bandura eine Kurzhalslaute gemeint.
Zu einer unbekannten Zeit (Ende 17. / Anfang 18. Jahrhundert) erhielt die Kurzhalslaute zusätzlich zu den mit den Fingern auf dem Griffbrett verkürzten Melodiesaiten vier bis sechs kurze, leer gezupfte Diskantsaiten (pristrunki) auf der rechten Seite der Korpusdecke. Zwar wurden im 19. Jahrhundert die Bezeichnungen kobsa und bandura teilweise synonym verwendet, dennoch war es namentlich die kobsa, deren Saitenzahl konstant blieb und die allmählich an Popularität verlor, während die bandura mit weiteren kurzen Zithersaiten ausgestattet wurde und zum beliebtesten ukrainischen Zupfinstrument aufstieg. Gegen Ende des 19. Jahrhunderts hatten die ukrainischen Lauten zwischen 8 und 30 Saiten. Mit zunehmender Saitenzahl verzichteten die Musiker darauf, die langen Saiten am Griffbrett zu verkürzen. Da jedes Instrument von einem Instrumentenbauer im Dorf oder dem Musiker in Handarbeit angefertigt wurde, gab es keine standardisierten Größen und Formen. Der Korpus der kobsa war am Boden mehr oder weniger stark gerundet und zwischen 5 und 20 Zentimeter dick. Er wurde häufig aus Weidenholz, bei wertvolleren Exemplaren aus Ahorn gefertigt und für die Decke verwendete man Kiefernholz. Die Saiten aus Schafsdarm wurden im 19. Jahrhundert durch Kupfer- und Stahldrahtsaiten ersetzt. Es gab keine einheitliche Saitenstimmung; die Saiten wurden hauptsächlich für Tonskalen mit einer verminderten Terz, einer übermäßigen Quarte und einer verminderten Septime gestimmt. In den ersten beiden Jahrzehnten des 20. Jahrhunderts hatte sich die asymmetrische breite Form der bandura durchgesetzt und in den 1930er Jahren begann man, die nur noch leer gezupften Saiten der bandura nicht mehr wie bislang diatonisch, sondern chromatisch zu stimmen.
Als klassische Form der kobsa gilt das von Ostap Weressai (1803–1890), dem berühmtesten Kobsar des 19. Jahrhunderts gespielte Instrument. Diese kobsa besitzt einen symmetrischen, im Vergleich zur rumänischen cobză sehr breiten, birnenförmigen Korpus, der in einen kurzen Hals übergeht, an den ein nach hinten geknickter Wirbelkasten mit seitenständigen Holzwirbeln angesetzt ist. Der Wirbelkasten endet in einer aufgebogenen Schnecke. Sechs Saiten verlaufen vom unteren Ende über einen breiten flachen Steg über das bundlose Griffbrett zu den Wirbeln. Hinzu kommen sechs kurze Saiten, die nicht genau parallel zu den Melodiesaiten auf der rechten Seite der Decke über denselben Steg bis zu senkrecht aus der Decke hervorstehenden Stimmpflöcken am oberen Rand des Korpus gespannt sind. Ostap Weressai hielt seine kobsa senkrecht und leicht zur linken Schulter geneigt auf die Oberschenkel gestützt und zupfte die Saiten mit den Fingern der rechten Hand. Die Melodiesaiten verkürzte er mit den Fingern der linken Hand, während fast alle anderen Sänger zu seiner Zeit sämtliche Saiten nur leer und mit beiden Händen zupften. Manche Musiker verwendeten ein Plektrum an einem über den Mittelfinger gezogenen Ring.

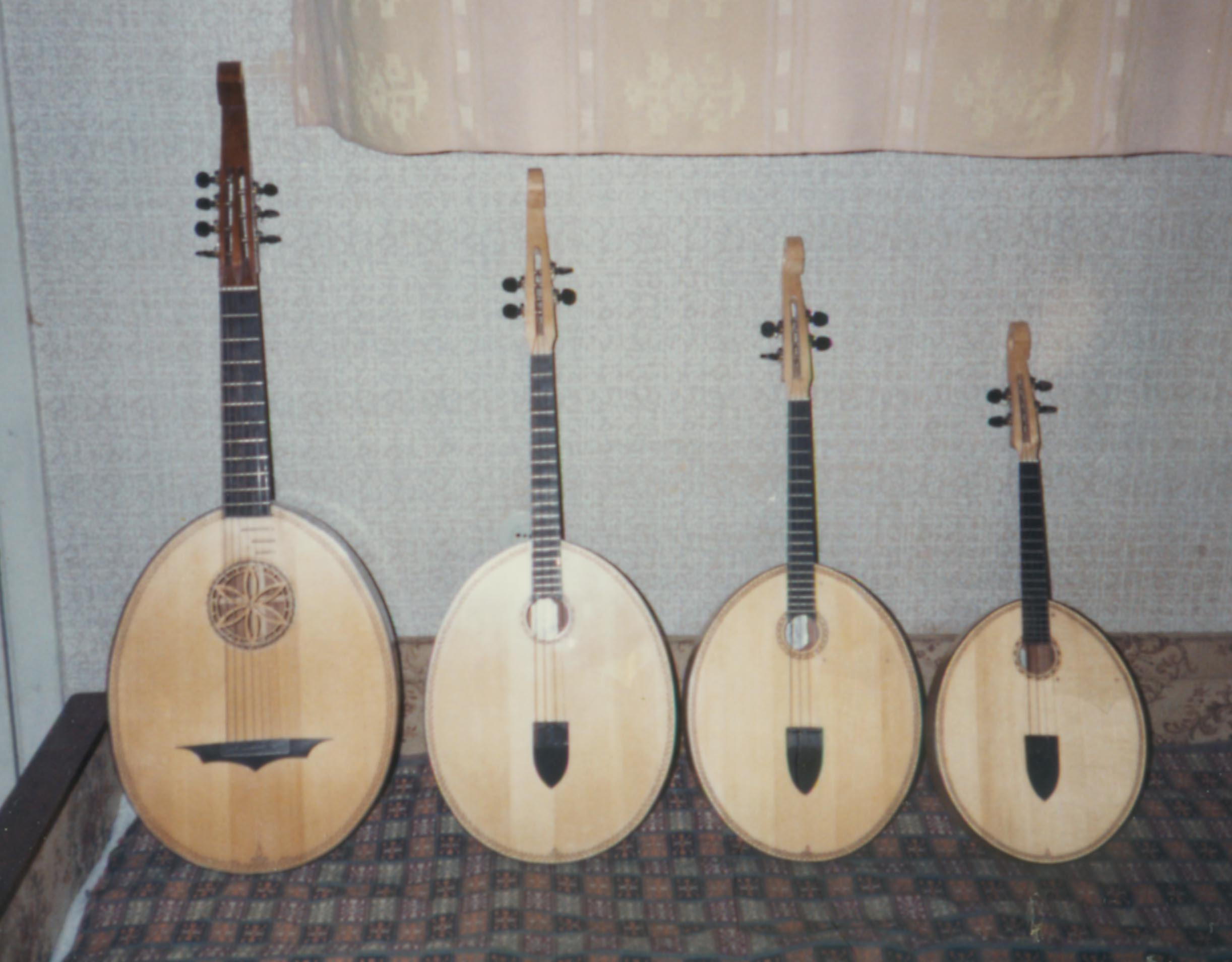
Kobsa-Familie in vier Größen von Bass bis Tenor, die Mykola Prokopenko in den 1970er Jahren entwickelte.

Anfang des 20. Jahrhunderts war die kobsa weitgehend verschwunden, wurde aber im letzten Viertel des 20. Jahrhunderts in Kiew und Charkiw in eine neubelebte Volksmusik wiedereingeführt. Hervorzuheben ist Mykola Prokopenko, der in den 1970er Jahren eine in der Größe abgestufte Reihe entsprechend der Violinenfamilie von vier kobza mit Bünden entwarf, deren Saiten im Quintabstand gestimmt sind. Unterstützt wurde er hierbei vom ukrainischen Kulturministerium. Diese modernen Instrumente haben einen eiförmigen Korpus, vier oder sechs Saiten und verzichten auf die kurzen Zithersaiten. Ihre Form und Spielweise hat wenig mit den historischen kobza gemein, dafür sollen sie mit ihrem Namen an die ukrainische Tradition anknüpfen und im Orchester die zentralasiatische Langhalslaute dombra ersetzen. In der Wertschätzung der Orchestermusiker stehen die neuen kobza-Varianten hinter der bandura.
Der von Ostap Weressai im 19. Jahrhundert gespielte kobsa-Typ ist nicht erhalten, aber durch die Beschreibung des Komponisten Mykola Lyssenko (1842–1912) sind die damalige Form und Spielweise gut bekannt. Darauf basieren ab den 1980er Jahren von mehreren Instrumentenbauern angefertigte Rekonstruktionen, mit denen Musiker heute Weressais Repertoire aufführen.

## Spielweise

### Blinde Barden

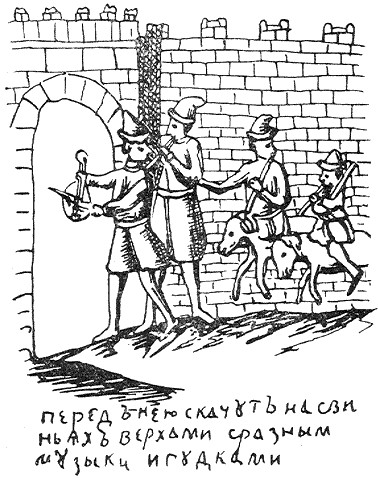
Skomorochen, die Fiedel, Flöten und Sackpfeife spielen, auf einem Lubok (russischer Volksbilderbogen) aus dem 18. Jahrhundert.

Das Fresko in der Sophienkathedrale von Kiew aus dem 11. Jahrhundert zeigt Musiker und wandernde Volksunterhalter (Skomorochen), die ihre Spektakel und Gesänge mit Saiteninstrumenten begleiten. In der Galizisch-Wolhynischen Chronik aus dem 13. Jahrhundert wird erwähnt, dass der berühmte galizische Barde Mitusa sich für so bedeutend hielt, dass er sich 1241 weigerte, dem Prinzen Daniel (später König der Rus) zu dienen. Quellen aus dem 14. und 15. Jahrhundert erwähnen ukrainische Musiker mit Drehleiern (lira) an den polnischen Höfen und den kobsa-/bandura-Spieler Churilo. In Polen gab es neben ukrainischen und belarussischen Sängern mit den eingeführten Instrumenten kobsa und lira andere Balladen- und Geschichtenerzähler, die sich auf der einheimischen Fiedel suka begleiteten. Aus der weltlichen Vokalmusik soll sich im 11. Jahrhundert der snamennyj, ein altrussischer liturgischer Gesangsstil entwickelt haben.
Ein ukrainischer Lautenspieler des 18. Jahrhunderts, der als Hofmusiker in Sankt Petersburg wirkte, war Tymofij Bilohradskyj (um 1710 – um 1782). Aus der Ukraine stammten die bedeutendsten Musiker und Sänger in Sankt Petersburg im 18. Jahrhundert; ukrainische Volksliedmelodien waren weit verbreitet und auch bei den russischen Zaren beliebt. Einen wesentlichen Anteil an der Entstehung einer nationalen ukrainischen Musik hatte der Anteil ukrainischer Lieder in russischen Volksliedsammlungen, die im 18. Jahrhundert in Sankt Petersburg veröffentlicht wurden. Zu den Begleitinstrumenten der alten ukrainischen Gesangstradition gehören kobsa, bandura, torban, Violine, basolya (Bassgeige), cimbalom (Hackbrett), lira und sopilka (Längsflöten).
Vor der Zwangskollektivierung in der Sowjetunion Anfang der 1930er Jahre waren die Instrumentalisten der ukrainischen Volksmusik unterteilt in Teilzeitmusiker, die zur Unterhaltung bei Hochzeiten und sonstigen festlichen Anlässen auftraten, um ihr Einkommen aus der Landwirtschaft aufzubessern; Musiker besonderer Regionalstile, etwa die Spieler der trembita (Holztrompete) bei den Hutsulen; die nach ihrem Begleitinstrument als Kobsaren (kobsari) oder Liraspieler (lirnyky) unterschiedenen Barden und schließlich die Amateure, die zu ihrem Vergnügen gelegentlich öffentlich auftraten. Als Kobsaren wurden häufig blinde Sänger allgemein bezeichnet, unabhängig vom Instrument, das sie spielten. Ihr Verbreitungsgebiet im 19. Jahrhundert war die Mitte und der Osten der Ukraine, es lag ungefähr in den Grenzen des Kosaken-Hetmanats. In der Westukraine und in Galizien waren sie nicht anzutreffen.
Die blinden Barden traten noch in den 1930er Jahren in den Dörfern mit kobsa und lira auf, bis viele von ihnen in der Zeit des Großen Terror – der nationalistischen Propaganda beschuldigt – wie andere Minderheiten verhaftet und als angebliche Verräter ermordet wurden. Den Kobsaren wurden von der atheistischen Sowjetideologie auch ihre Verbindungen zur ukrainisch-orthodoxen Kirche angelastet. Anfang des 20. Jahrhunderts gab es nach einer groben Schätzung weit über 2000 blinde Barden in der Ukraine, um die Mitte des 20. Jahrhunderts waren sie bis auf „eine Handvoll“ verschwunden und Anfang der 1990er Jahre gänzlich verschwunden. An ihre Stelle traten in großer Zahl Banduraspieler, die ein stilistisch gemischtes, eher städtisches Repertoire vortragen, das mit dem der Barden wenig gemein hat.

### Repertoire
Zu den zahlreichen Gesangsstilen der ukrainischen Volksmusik gehören die epischen Heldenlieder dumky (auch dumy, Singular dumka, думка, oder duma, дума), die von den Barden rezitativ vorgetragen wurden, üblicherweise begleitet von kobsa, bandura oder lira. In Polen kamen dumky während der Phase der nationalromantischen Erneuerung Anfang des 19. Jahrhunderts in Mode, als man begann, das Klavier zu ihrer Begleitung einzusetzen. Formal und inhaltlich stehen die teilweise über 300 Verszeilen langen dumky mit den mittelalterlichen russischen Heldenliedern byliny (Singular bylina) und dem Igorlied in Verbindung.
Dumky wurden erstmals 1567 in einer polnischen Chronik von Stanislaw Sarnitski (um 1532–1597) erwähnt und 1693 in der Erzählsammlung Kozak Hołota („Kosaken-Landstreicher“) zuerst niedergeschrieben. Die rund 50 aufgezeichneten dumky wurden von Kosaken komponiert, die im 15. Jahrhundert als nomadische Reiterverbände auftauchten. Ein anonymer Autor schrieb 1617 aus Podolien über das angenehme Leben der Soldaten: „Am frühen Morgen spielen sie auf der Kobsa ihre Dumy“ und in einem auf das 17. Jahrhundert zurückgehenden Vers aus derselben Region, der eine dumka einleitet, kommt die Beziehung des Musikers zu seinem Instrument zum Ausdruck: „Sag mir, meine liebe Kobza, ob deine Duma auch etwas weiß.“
Die Kosaken führten nach einer idealisierten Vorstellung auf ihren Kriegszügen eine kobsa mit und begleiteten mit dieser am abendlichen Lagerfeuer ihre Lieder über die jüngsten Erlebnisse. Um den Wechsel des Instruments von diesen reitenden und kämpfenden Liedersängern zu den späteren blinden Barden zu erklären, ist es hilfreich, eine hypothetische Übergangsstufe einzuführen, wie Natalie Kononenko (1990) vorschlägt. Demnach fand zu einer gewissen Zeit eine Spezialisierung statt und nur noch die verwundet im Lager zurückgebliebenen Kämpfer oder die alten Männer spielten und sangen die Heldenlieder. Zu professionellen Sängern geworden zogen sie mit den Korsaren weiter und warben nebenbei mit den Liedern neue Teilnehmer für den Freiheitskampf an. Hierfür wurden sie von ihren Regimentern unterstützt und versorgt. Damit wären das Musikinstrument und die Lieder miteinander verbunden und in den sozialen Bereich der Behinderten und Schwachen hinübergewechselt.
Später wurden die dumky von professionellen, zumeist blinden Barden vorgetragen, die sich auf einer kobsa oder lira begleiteten. Die Kobsaren gehörten somit zu einer in vielen Kulturen bekannten Tradition der blinden Sänger und Geschichtenerzähler, die von den antiken Aöden über die türkischen Aşık bis zu den japanischen Goze reicht. Die Kobsaren waren in Gilden organisiert, ihrer Anerkennung als professionelle Sänger und kobsa-Spieler ging eine drei- bis sechsjährige Unterrichtung durch einen Gildenmeister voraus. Während dieser Zeit mussten sie die epischen Erzählungen, die Melodien, das Spiel auf den Begleitinstrumenten und die festgelegten Regeln der Gilde erlernen. Die meisten blinden Sänger hatten eine Familie und einen festen Wohnsitz, an den sie zurückkehrten, nachdem sie für eine Zeit des Jahres als Wandermusiker unterwegs waren. Sie traten an Markttagen in Dörfern und Städten, in Privathäusern und in Klöstern auf. Ihr Aktionsradius war auf einige Tagesreisen zu Fuß rund um den Heimatort beschränkt. Mit ihren Einnahmen (Geld und Nahrungsmittel) trugen die Kobsaren wesentlich zum Einkommen ihrer Familien bei. Besonders einträglich waren die Auftritte an den Jahresfesten für den Schutzheiligen eines Dorfes.
Die dumky bestehen aus unterschiedlich langen Strophen mit Verslängen aus ungefähr 6, 16 oder 18 Silben. Der Tonumfang der gesungenen Melodie beträgt eine Quinte oder Quarte, nur bei dramatischen Stellen kann er eine Oktave übersteigen. Die Tonart ist häufig eine Art dorischer Modus. Ein dumka-Vortrag beginnt häufig mit einem melodischen Eröffnungsmotiv (zaplatjka) ohne instrumentale Begleitung. Diesem folgt die eigentliche Erzählung (ustupi), die von instrumentalen Zwischenspielen unterbrochen wird. Die Aufführung endet mit einem virtuosen Spiel auf dem Saiteninstrument. In der Erzählung folgen drei Teile aufeinander: ein Rezitativ („Seufzer“) auf einem einzigen Ton, ein stärker melodischer Vortrag und ein melodisch verzierter Schluss. Zu den Themen der dumky gehören in der älteren Textschicht die Kriegsereignisse beim Vordringen des Osmanischen Reiches auf das Gebiet der russischen Tataren und in späteren Texten, in denen es um die Auseinandersetzungen zwischen Kosaken und Polen geht, der Chmelnyzkyj-Aufstand gegen das Königreich Polen-Litauen Mitte des 17. Jahrhunderts. Dieser begann als eine von der ukrainischen Landbevölkerung getragene soziale Erhebung und nahm die Dimension eines nationalen Befreiungskampfes an. Jüngere dumky handeln von der Oktoberrevolution in Russland 1917.
Das Repertoire der Kobsaren bestand nur zu einem kleineren Teil aus dem epischen Genre dumka. Mehrheitlich trugen sie christliche Lieder (psalmy) vor. Es gab Barden, die nur wenige dumky kannten, aber über ein wesentlich größeres Repertoire von psalmy verfügten, die ihnen das meiste Geld einbrachten. Ein typisches christliches Lied ist Chrystu na chresti („Christus am Kreuz“). Ferner hatten sie satirische Lieder und Tanzweisen im Programm.
Eine Aufführung begann üblicherweise mit einem Bettellied, in das eine Entschuldigung des Kobsar für seine Situation als Bittsteller eingebaut war. Falls danach nichts anderes kam, fügte der Kobsar ein Gebet hinzu. Ansonsten beendete er das Programm mit einem Dankeslied. Gerade die religiösen Lieder, die an die Gottesfurcht der Zuhörer appellierten, enthielten die Aufforderung, Almosen zu geben.
Gegenwärtige kobsa-Spieler, die eine teilweise an die alten „Kosakenlieder“ anknüpfende, moderne ukrainische Volksmusik mit einer häufig melancholischen Grundstimmung vortragen, sind Wolodymyr Kuschpet (* 1948), Eduard Drach (* 1965) und Taras Kompanitschenko (* 1969).

## Kulturelle Bedeutung

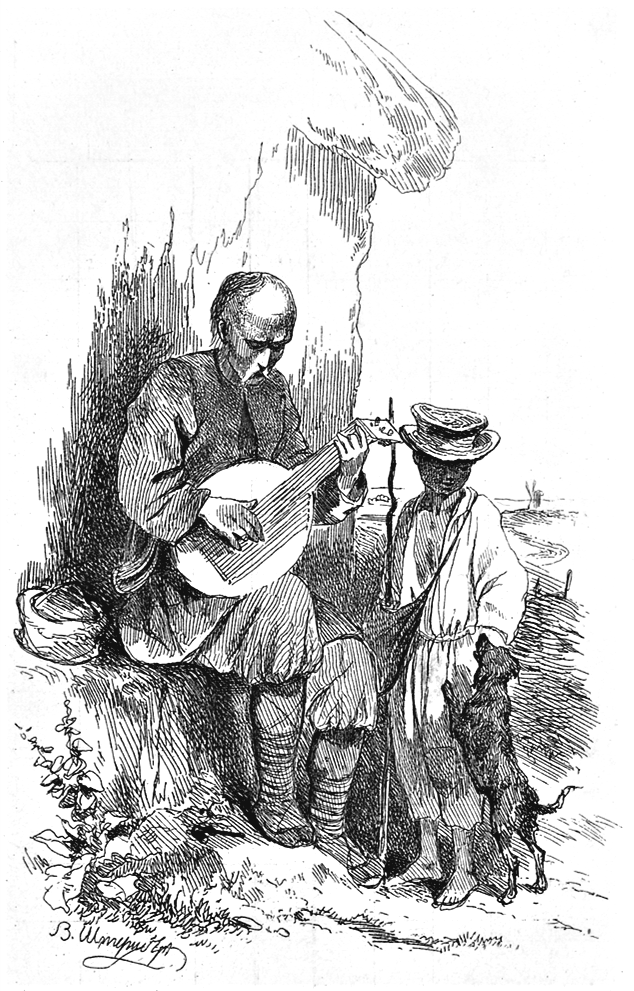
Frontispiz der Erstausgabe von Taras Schewtschenkos Gedichtsammlung Kobsar, 1840. Zeichnung von Wassili Iwanowitsch Sternberg.

Die historischen Kobsaren sind Symbole der ukrainischen Nationalkultur. Als Begründer der nationalen ukrainischen Dichtkunst gilt Taras Schewtschenko (1814–1861); sein Hauptwerk ist die erstmals 1840 veröffentlichte Gedichtsammlung Kobsar. Der Titel wurde später auf das gesamte dichterische Werk dieses Autors übertragen. Es erschienen zahlreiche Auflagen, in denen jedes Mal bislang unveröffentlichte Gedichte enthalten sind. Nach dem Veröffentlichungsverbot des Werkes aufgrund des Emser Erlasses von 1876 wurde es zunächst in Prag herausgegeben und nachfolgend in zahlreiche Sprachen übersetzt. Im Gedicht Perebendja, das in der Erstausgabe von Kobsar enthalten ist, und andernorts kolportiert Schewtschenko die Vorstellung der Kobsaren als heimatlose Vagabunden. Dieses Bild wurde in vielen anderen Beschreibungen der blinden Barden übernommen, stimmt mit der damaligen Realität jedoch nicht überein.
Bis Anfang des 20. Jahrhunderts hatten die blinden Barden eine gegenüber allen anderen – halbprofessionellen oder amateurhaften – Dorfmusikern abweichende, bevorzugte soziale Stellung. Sie empfanden sich selbst als Außenstehende und wurden auch von den Dörflern nicht als Teil ihrer Gemeinschaft wahrgenommen, da sie nicht an den so lebensnotwendigen jahreszeitlichen Ritualen und Familienfeiern teilnahmen. Das nach Ansicht Vieler von Gott gegebene Leidensschicksal der Blindheit wies ihnen einen höheren Lebenssinn und eine Rolle als moralische Autorität zu. Andererseits wurden den Kobsaren auch magische Fähigkeiten zugeschrieben, die nicht göttlichen Ursprungs waren. Ostap Weressai erklärte etwa seine Blindheit mit dem Bösen Blick (oslip z prystritu), der ihn als kleiner Junge getroffen habe. Ihre Sonderrolle als Außenstehende für die Dorfgemeinschaft, die sie zu einer gesellschaftlichen Minderheit werden ließ, wurde ihnen in der frühen Sowjetzeit zum Verhängnis.

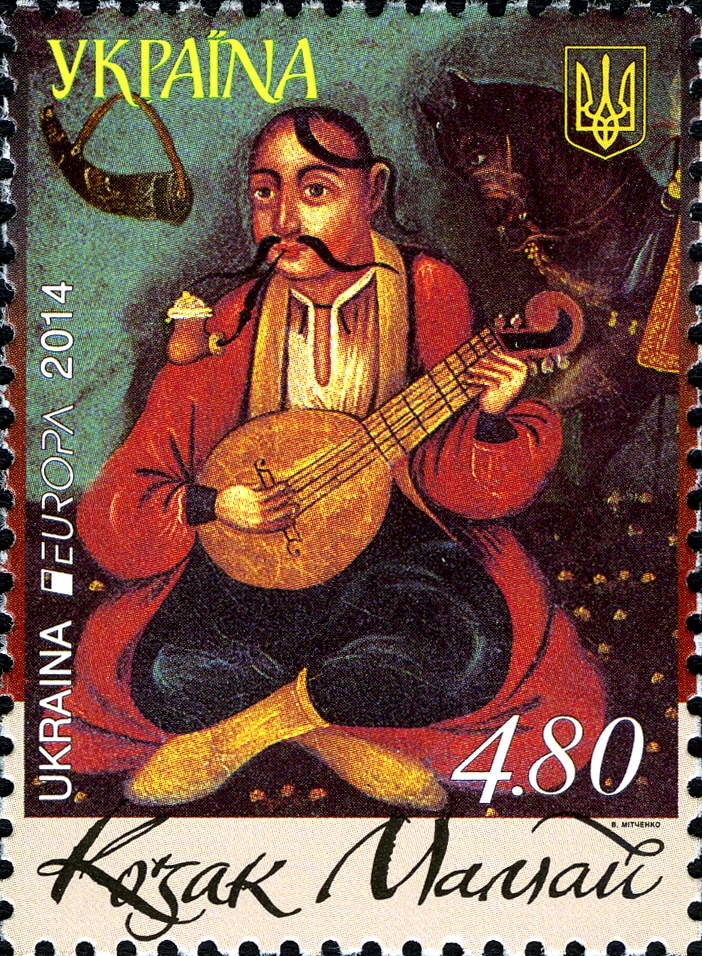
Kosak Mamaj auf einer ukrainischen Briefmarke von 2014.

Die Kobsaren werden heute gewürdigt, weil sie Lieder der Kosaken sangen, die für den Schutz der Ukraine vor äußeren Einflüssen eintraten und weil sie selbst unter der sowjetischen Gleichschaltungspolitik litten. Die Kobsaren stellen ein Sinnbild dar für die widerständige Haltung der Ukraine gegenüber der Sowjetherrschaft. Die Wertschätzung der Kobsaren als die Sänger von dumky ist eine heutige Zuschreibung, denn tatsächlich sangen sie hauptsächlich christliche Lieder und das Wort dumka wurde im 19. Jahrhundert und bis in die 1920er Jahre weder von den Kobsaren noch ihren Zuhörern verwendet. Es gab mehrere regionale Wörter, mit denen oftmals beide unterschiedliche Genres zusammen bezeichnet wurden oder die Kobsaren nannten ihr Repertoire schlicht „Kosakenlieder“ oder „Gefangenenlieder“. Dessen ungeachtet haben die Kobsaren ihre herausragende Stellung als moralische Instanz im Bewusstsein der Gesellschaft bewahrt. In der ukrainischen Volksmusik hat die Wiederbelebung der Kosakenlieder – wie in Russland – zu einem neuen, anspruchsvollen Genre der Gesangs- und Instrumentalmusik geführt. Ein solches Revival einer Volksmusikszene findet parallel auch in anderen osteuropäischen Ländern statt, etwa mit der ungarischen Tanzhausbewegung táncház, mit der kokle-Musik Lettlands oder der Goralen-Musik in Südpolen, in der die Fiedel złóbcoki neu entdeckt wurde.
Das Grundmuster der idealisierten Kobsaren-Erzähltradition wird in der ukrainischen Kultur auf vielfältige Weise immer wieder neu aufgegriffen. Im Spielfilm Powodyr („Der Führer“) des Regisseurs Oles Sanin von 2014 beispielsweise ist die Blindheit des kobsa spielenden Protagonisten nur ein Teil seines Leidens, dessen wahre Ursache in der politischen Situation einer russischen Vorherrschaft zu suchen ist. Der Film erschien kurz nach den Euromaidan-Protesten, als die Spannungen zwischen der Ukraine und Russland einen vorläufigen Höhepunkt erreicht hatten.